# Bawani Khera
Bawani Khera là một thành phố và là nơi đặt ủy ban đô thị (municipal committee) của quận Bhiwani thuộc bang Haryana, Ấn Độ.

## Nhân khẩu
Theo điều tra dân số năm 2001 của Ấn Độ, Bawani Khera có dân số 17.438 người. Phái nam chiếm 53% tổng số dân và phái nữ chiếm 47%. Bawani Khera có tỷ lệ 56% biết đọc biết viết, thấp hơn tỷ lệ trung bình toàn quốc là 59,5%: tỷ lệ cho phái nam là 66%, và tỷ lệ cho phái nữ là 44%. Tại Bawani Khera, 17% dân số nhỏ hơn 6 tuổi.